# Division 1 2021-22
La temporada 2021-2022 del Championnat de France féminin de football, conocido como División 1, fue la 48.ª edición de la máxima categoría del fútbol femenino en Francia. En ella participaron 12 clubes que disputaron 22 encuentros cada uno. 
Los tres primeros clubes posicionados en el campeonato, clasificaron a la Liga de Campeones Femenina de la UEFA 2022-23 mientras que los dos últimos posicionados descendieron a la División 2.
El campeón de esta edición fue el  Olympique de Lyon, que obtuvo su título 15 de la categoría.

## Relevos
| Pos | Ascendidos a Division 1 Féminine 2021-22 |
| --- | ---------------------------------------- |
| 1.º | Saint-Étienne                            |

| Pos  | Descendidos a Division 2 Féminine 2021-22 |
| ---- | ----------------------------------------- |
| 12.º | Havre Athletic                            |

## Datos clubes participantes
| Equipo                             | Ciudad                                     | Estadio                        | Entrenador          | Último ascenso |
| ---------------------------------- | ------------------------------------------ | ------------------------------ | ------------------- | -------------- |
| Olympique de Lyon                  | Décines-Charpieu , Suburbios de Lyon       | OL Training Center             | Jean-Luc Vasseur    | 1977           |
| Paris Saint-Germain Football Club  | Saint-Germain-en-Laye , Suburbios de París | Estadio Jean-Bouin             | Olivier Echouafni   | 2001           |
| Football Club Girondins de Burdeos | Le Bouscat , Suburbios de Burdeos          | Stade Sainte-Germaine          | Pedro Martínez Losa | 2016           |
| Montpellier Héraut Sport Club      | Montpellier                                | Stade Bernard-Gasset           | Frédéric Mendy      | 1997           |
| Paris Football Club                | Bondoufle , Suburbios de París             | Stade Robert-Bobin             | Sandrine Soubeyrand | 1979           |
| En Avant de Guingamp               | Pabu                                       | Stade de l'Akademi EA Guingamp | Frédéric Biancalani | 2006           |
| Football Club Fleury               | Fleury-Mérogis                             | Stade Walter-Felder            | David Fanzel        | 2017           |
| Stade de Reims                     | Bétheny                                    | Stade Louis-Blériot            | Amandine Miquel     | 2019           |
| Dijon Football Côte d'Or           | Dijon                                      | Stade des Poussots             | Yannick Chandioux   | 2018           |
| Association sportive Soyaux        | Soyaux                                     | Stade Léo-Lagrange             | Laurent Mortel      | 2013           |
| Grand Paris Issy                   | Boulogne-Billancourt , Suburbios de París  | Stade Le Gallo                 | Yacine Guesmia      | 2020           |

## Competición

### Reglamento
A partir de la temporada 2021-2022, los criterios de desempate atravesaron varias modificaciones con el propósito de dar más importancia a las confrontaciones directas. Por lo tanto los criterios en orden son:
1. Mayor número de puntos;
2. Mayor diferencia de gol general ;
3. Mayor número de puntos en confrontaciones directas;
4. Mayor diferencia de gol particular;
5. Mayor número de goles en confrontaciones directas;
6. Mayor número de goles de visitante en confrontaciones directas;
7. Mayor número de goles marcados;
8. Mayor número de goles marcados de visitante;
9. Mayor número de goles marcados en un solo partido;
10. Mejor clasificación en "fair play" (1 punto por amarilla, 3 puntos por roja).

## Clasificación
| Pos. | Equipo                 | Pts. | PJ | G  | E | P  | GF | GC | Dif. | Clasificación o descenso               |
| ---- | ---------------------- | ---- | -- | -- | - | -- | -- | -- | ---- | -------------------------------------- |
| 1    | Olympique Lyon         | 58   | 20 | 19 | 1 | 0  | 74 | 8  | +66  | Fase de grupos de la Liga de Campeones |
| 2    | Paris Saint-Germain    | 53   | 20 | 17 | 2 | 1  | 68 | 10 | +58  | Segunda ronda de la Liga de Campeones  |
| 3    | París FC               | 44   | 20 | 14 | 2 | 4  | 43 | 20 | +23  | Primera ronda de la Liga de Campeones  |
| 4    | Fleury 91              | 40   | 21 | 13 | 1 | 7  | 33 | 26 | +7   |                                        |
| 5    | Montpellier Hérault SC | 35   | 21 | 11 | 2 | 8  | 38 | 24 | +14  |                                        |
| 6    | Girondins de Burdeos   | 32   | 20 | 10 | 2 | 8  | 36 | 25 | +11  |                                        |
| 7    | Stade de Reims         | 30   | 21 | 9  | 3 | 9  | 28 | 38 | −10  |                                        |
| 8    | EA Guingamp            | 17   | 21 | 4  | 5 | 12 | 23 | 54 | −31  |                                        |
| 9    | Dijon FC               | 15   | 21 | 3  | 6 | 12 | 13 | 43 | −30  |                                        |
| 10   | Gran París Issy        | 13   | 21 | 4  | 1 | 16 | 19 | 53 | −34  |                                        |
| 11   | ASJ Soyaux             | 13   | 21 | 4  | 1 | 16 | 15 | 55 | −40  | Descenso de categoría                  |
| 12   | AS Saint-Étienne       | 7    | 21 | 1  | 4 | 16 | 17 | 51 | −34  | Descenso de categoría                  |

 Fuente: 
Criterios de clasificación: 1) points; 2) head-to-head points; 3) head-to-head goal difference; 4) goal difference; 5) goals scored